# Motherwell
Motherwell (gael. Tobar na Màthar) – miasto w Szkocji, ośrodek administracyjny hrabstwa North Lanarkshire. Ok. 30 tysięcy mieszkańców. Siedziba pierwszoligowego klubu piłkarskiego Motherwell F.C.

## Historia
Na początku XIX wieku Motherwell było małą wioską liczącą około 600 osób. Zmieniło się to w drugiej połowie XIX wieku. Wraz z powstaniem kolei w 1848 roku do miejscowości przybyły pieniądze i przemysł. W 1881 roku, David Colville otworzył hutę. Wkrótce potem nadano Motherwell prawa miejskie, a populacja wzrosła do 13800 ludzi.
Na początku XX wieku, miasto stało się znaczącym ośrodkiem przemysłowym, produkującym części mostów, amunicję czy też tramwaje. W 1930 roku większość produkcji stali w Szkocji odbywało się w Motherwell, i należało do rodziny Colville. W 1959 rodzina Colville została przekonana przez rząd do rozpoczęcia pracy nowych hut pod nazwą Ravenscraig. Po kilku latach, Ravenscraig produkowało więcej niż milion ton stali rocznie. Po nacjonalizacji liczba ta wzrosła do 3 milionów.
W połowie lat 70 hutnictwo w Motherwell zatrudniało ponad 13 tysięcy ludzi.
Po roku 1980 nastąpił drastyczny kryzys w przemyśle. Strajk w 1980 roku spowodował utratę kontraktów i rynków zbytu. Pod koniec 1980 zatrudniano zaledwie 3200 pracowników. Ravenscraig zamknięto w dniu 24 czerwca 1992 roku i zostało rozebrane w lipcu 1996 roku.

## Gospodarka
Dawniej miasto było znane z produkcji stali.
W ostatniej dekadzie panowało wysokie bezrobocie z powodu upadku przemysłu hutniczego. Na chwilę obecną dużo miejsc pracy wytworzył producent ciężkiego sprzętu Terex i destylarnie whisky William Grant & Sons.
W mieście rozwinął się przemysł elektrotechniczny, metalowy, odzieżowy oraz spożywczy, jest stacja kolejowa Motherwell.

## Współpraca
- Schweinfurt, Niemcy